# Estadio Said Mohamed Cheikh
El Estadio Said Mohamed Cheikh (en francés: Stade international Saïd Mohamed Cheikh; en árabe: ملعب سيد محمد شيخ) es un estadio de usos múltiples en Mitsamiouli, Comoras. Actualmente se utiliza sobre todo para los partidos de fútbol. Fue inaugurado en 2007 como parte de un programa de la FIFA en África. Lleva el nombre del expresidente de Comoras, Saïd Mohamed Cheikh. Sustituyó al Estadio de Beaumer como el hogar de la Selección de fútbol de Comoras. Fue el primer estadio en las Comoras en acoger un partido de Liga de Campeones africana.